# Glorfindel
Vous lisez un « bon article » labellisé en 2010.
Glorfindel (« cheveux d’or » en sindarin) est un personnage de l’œuvre de J. R. R. Tolkien, qui apparaît dans ses romans Le Seigneur des anneaux et Le Silmarillion.
Au Premier Âge, cet Elfe du peuple des Ñoldor est capitaine de la Cité cachée de Gondolin et seigneur de la Maison de la Fleur d’Or, l’une des douze maisons nobles de la ville. Il périt lors de la chute de la cité mais il lui est permis de se réincarner dans son propre corps. Il retourne en Terre du Milieu et s’installe à Fondcombe/Fendeval. Au cours du Troisième Âge, il participe à la guerre contre le Roi-Sorcier d’Angmar et, plusieurs siècles après, joue un rôle mineur dans les événements entourant la guerre de l’Anneau, lorsque, dans La Fraternité de l’Anneau, il aide Frodo à gagner Fondcombe.
Glorfindel est l’un des premiers personnages créés par J. R. R. Tolkien pour son légendaire, apparaissant dans la première histoire qu’il écrivit : La Chute de Gondolin, vers 1916–1917. Son rôle dans l’histoire, important à l’origine, fut réduit lorsque Tolkien résuma le récit dans les versions successives de la Quenta Silmarillion, de sorte qu’il n’apparaît que très brièvement dans Le Silmarillion tel que l’a publié Christopher Tolkien.
Glorfindel n’apparaît dans aucune des adaptations cinématographiques du Seigneur des anneaux. Il est toutefois présent dans le jeu vidéo La Bataille pour la Terre du Milieu II, dérivé de la trilogie du réalisateur néo-zélandais Peter Jackson, où il est un protagoniste important, avec le nain Glóin, de la campagne du Bien.

## Description
Glorfindel fait partie des Calaquendi, les Elfes ayant vécu en Aman à l’époque des Deux Arbres ; plus précisément, c’est un Ñoldo du peuple de Turgon. Les Ñoldor sont généralement bruns, hormis les descendants de Finwë et Indis, alors que Glorfindel est connu pour sa blondeur. La seule description que J. R. R. Tolkien offre de lui apparaît dans Le Seigneur des anneaux :

« Glorfindel était grand et droit ; ses cheveux étaient d’or éclatant, sa figure jeune et belle, intrépide et débordante de joie ; son regard était lumineux et vif, et sa voix musicale ; la sagesse trônait sur son front, et la force montait dans son bras. »

— J. R. R. Tolkien, Le Seigneur des anneaux, « Nombreuses rencontres »
Le Silmarillion fait également référence à la couleur blonde de ses cheveux, bien plus répandue chez les Vanyar que chez les Ñoldor. Cette caractéristique donne son nom au personnage. Tolkien le traduit par « Tresses d’Or » ou « Mèches d’Or » à l’époque des Contes perdus et par « Cheveux dorés » dans une lettre de 1972. On peut rattacher ce nom aux éléments sindarins glaur, glor- « lumière dorée » et find, finn- « tresse ». Son nom en quenya est Laurefindele, abrégé en Laurefinde ou Laurefin. Dans la première version de La Chute de Gondolin, publiée dans Le Second Livre des contes perdus, Tolkien offre une description de ses vêtements à Gondolin :

« Glorfindel portait une mante tissée de telle manière de fils d’or qu’elle était recouverte d’un motif serré de célandine comme un champ au printemps ; et ses armes étaient damasquinées d’un or adroit. »

— J. R. R. Tolkien, Le Second Livre des contes perdus, p. 232–233

## Biographie fictive

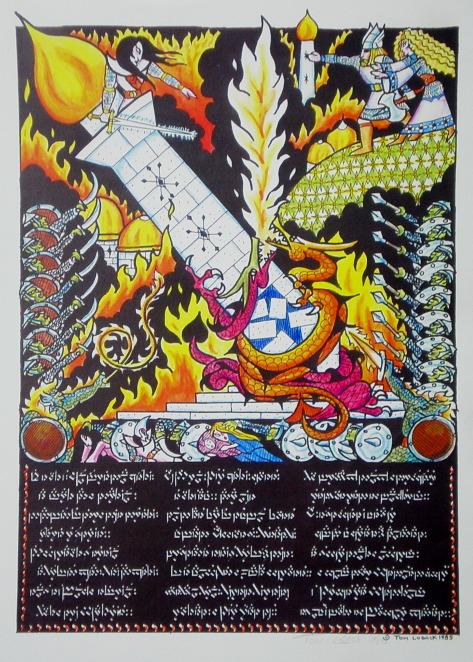
Chute de la tour de Turgon pendant la destruction de Gondolin.

D’origine inconnue, Glorfindel est capitaine du royaume et cité de Gondolin et seigneur d’une de ses maisons, celle de la Fleur d’Or. En l’an 472 du Premier Âge il participe à la bataille des Nírnaeth Arnoediad, la cinquième des Batailles du Beleriand, de laquelle il peut fuir avant la défaite avec le reste de l’armée de Gondolin grâce à la protection des frères Huor et Húrin, de la Maison de Hador.
Quelques années après, en 510, Glorfindel combat lors de la chute de Gondolin, et s’enfuit avec les autres survivants jusqu’aux montagnes. Un Balrog et une troupe d’orques leur tendent une embuscade dans le défilé de Cirith Thoronath ; les aigles géants, menés par leur seigneur Thorondor, viennent en aide aux survivants et tuent les orques, mais Glorfindel tombe dans le précipice au cours de sa lutte avec le Balrog. Thorondor récupère le corps de l’Elfe et l’ensevelit sous un monticule de pierres, où de l’herbe et des fleurs jaunes poussent par la suite malgré la stérilité du lieu. Après avoir passé un temps dans les Cavernes de Mandos, l’esprit de Glorfindel se réincarne et il revient en Terre du Milieu à une date incertaine : selon les textes, soit entre 1200 et 1600 S.A., soit vers 1000 T.A., en même temps que les Istari.
En l’an 1974 du Troisième Âge, le Roi-Sorcier d’Angmar envahit le royaume d’Arthedain et s’installe dans sa capitale, Fornost. Une attaque combinée des forces de Gondor — commandées par le prince Eärnur — et d’une armée d’Elfes parvient à écraser presque toutes ses troupes dans la bataille de Fornost. Le Roi-Sorcier tente de fuir jusqu’en Angmar avec le peu de forces qu’il peut réunir, mais la cavalerie de Gondor et une armée envoyée par Elrond de Fendeval sous le commandement de Glorfindel l’écrasent complètement, et il fuit la présence de l’Elfe. Le prince Eärnur tente de le poursuivre, mais Glorfindel le retient, prononçant cette prophétie :

« Il ne reviendra pas sur cette terre. Son destin est loin d’être accompli, et il tombera, mais ce ne sera pas la main d’un Homme qui l’abattra ! »

— J. R. R. Tolkien, Le Seigneur des anneaux, Appendice A
Cette prédiction se verra accomplie des siècles après, lorsque Éowyn et Meriadoc Brandibouc, autrement dit une femme et un semi-homme, triomphent du Roi-Sorcier au cours de la bataille des champs du Pelennor, pendant la guerre de l’Anneau.
Le 9 octobre 3018 T.A., Elrond envoie quelques Elfes, dont Glorfindel, pour tenir tête aux Spectres de l'Anneau, alors à la recherche du Hobbit Frodo Bessac, le Porteur de l’Anneau, en route vers Fendeval. Glorfindel suit la Grande Route de l’Est et, deux jours après, chasse trois de ces Spectres du pont de Mitheithel. Le 16 du même mois, il découvre les traces de Frodo et de ses compagnons de voyage, les suit et les rencontre enfin deux jours après.  Frodo le voit entouré de lumière, et Glorfindel échange des paroles en elfique avec Aragorn. Il prête son cheval au Hobbit blessé, et pendant deux jours le groupe force l’allure. Sur la route de Fendeval, les Nazgûl les rattrapent et Glorfindel, sachant qu’il y aura une crue de la Bruinen et que les Cavaliers Noirs ne poursuivront que le Hobbit, ordonne à son cheval Asfaloth d’emporter Frodo jusqu’au gué. Une fois arrivés, Glorfindel et les compagnons de Frodo enflamment des torches et repoussent les Nazgûl vers la rivière ; leurs chevaux, terrorisés par le feu et l’eau, désarçonnent leurs cavaliers et la rivière les emporte.
Glorfindel participe peu après au Conseil d’Elrond, dont l’objectif principal est de chercher une solution à la menace que Sauron fait peser sur la Terre du Milieu. Quand émerge l’idée de confier l’Anneau à Tom Bombadil, Glorfindel appuie Gandalf en disant que ce n’est pas une bonne idée, puisque cela n’empêcherait Sauron de le retrouver que pour un temps ; il propose plutôt de le détruire, ou bien de le dissimuler en l’envoyant dans les profondeurs de la mer ou dans le pays des Valar. Elrond et Gandalf écartent l’idée de le cacher, de sorte qu’il ne reste plus que l’option de le détruire. De cette façon, la Compagnie de l’Anneau finit par être chargée d’apporter l’Anneau à Orodruin, le volcan dans lequel Sauron l’a forgé et le seul où il pourra être détruit. Une fois l’Anneau détruit et la guerre achevée, Glorfindel assiste avec divers Elfes au couronnement du roi Elessar à Minas Tirith.

## Création et évolution

### Dans leSilmarillion

Blason de Bar-en-Lothglor, la maison de la Fleur d’Or, dont Glorfindel est le seigneur

Le personnage de Glorfindel apparaît dès le conte de La Chute de Gondolin, l’un des tout premiers écrits de Tolkien sur ce qui devient par la suite la Terre du Milieu, rédigé vers 1916-1917. Ce conte présente une précision dans le détail qu’aucun autre récit de la chute de Gondolin ne présentera plus, ce qui vaut également pour Glorfindel. Dans ce texte, après le début de l’invasion de Gondolin et dans l’intention de surprendre l’ennemi, Glorfindel et les Elfes de la Fleur d’Or font un détour pour arriver jusqu’aux portes de la cité, mais une armée d’Orques et de Balrogs leur tend une embuscade à l’entrée du Grand Marché de Gondolin. Là se déroule une bataille de plusieurs heures, qui s’achève par l’apparition d’un dragon qui met les Elfes en fuite. Glorfindel et quelques autres réussissent à s’échapper et parviennent à se défaire de leurs poursuivants grâce à l’action des Elfes de la Maison de la Harpe. Ils se dirigent ensuite vers le palais du roi Turgon. Avec Tuor, Glorfindel réussit à libérer la place et ils la ferment afin d’empêcher l’entrée de l’ennemi, mais de nouveau l’apparition des dragons provoque la retraite.
Le reste de l’histoire, qui continue avec la fuite des survivants par le passage de Cristhorn (appelé ensuite Cirith Thoronath), est très similaire à ce que dit Le Silmarillion, bien que la lutte entre Glorfindel et le Balrog y soit racontée en détail : l’Elfe combat le Balrog avec sa massue et une dague qui le cloue au ventre, le faisant tomber dans le précipice ; mais en chutant, le Balrog attrape les cheveux de Glorfindel qui dépassent de son heaume et l’entraîne avec lui. Si Thorondor récupère là encore son corps au fond du gouffre, ce sont les survivants de Gondolin qui se chargent, sur l’ordre de Tuor, de l’ensevelir.
En 1926, Tolkien fait lire son Lai des Enfants de Húrin à un ancien professeur de Birmingham, Richard W. Reynolds, et rédige un résumé des événements survenus avant l’intrigue du poème pour que Reynolds possède le contexte du Lai. Ce texte, L’Esquisse de la Mythologie, n’évoque Glorfindel qu’à la fin de la partie dédiée à la chute de Gondolin, où il est dit comment les survivants du royaume sont sauvés grâce à lui et à l’aigle Thorondor. Quelques années plus tard, en 1930, Tolkien réécrit et développe L’Esquisse. Dans le nouveau manuscrit, appelé Quenta Noldorinwa, l’histoire de Glorfindel est légèrement développée avec des éléments tirés des Contes perdus, parmi lesquels la récupération de son corps par Thorondor et son enterrement, bien qu’il ne soit pas dit qui l’enterre.

### DansLe Seigneur des anneaux
J. R. R. Tolkien décide d’incorporer le personnage de Glorfindel dans Le Seigneur des anneaux dès la première version de « Fuite vers le Gué », chapitre daté du milieu de 1938, qui ne porte pas encore de nom et fait alors suite sans interruption au chapitre précédent (par la suite « Une lame dans le noir »). Dans le chapitre, qui porte alors le numéro VIII, la narration est très semblable à celle de la version définitive de La Communauté de l’anneau, bien qu’il y ait quelques petites différences : quand Glorfindel rencontre le groupe, Frodo ne le voit à aucun moment comme une figure brillante, et les paroles que l’Elfe adresse à Aragorn en sindarin sont différentes, puisque ce dernier s’appelle à l’époque Trotter. Leur conversation varie aussi légèrement, puisque Tolkien ne connaît pas encore le nombre de Nazgûl qu’il compte créer, et que, dans cette version, Gandalf est déjà arrivé à Fendeval. Finissant ce qui deviendra le Livre I du Seigneur des anneaux, Tolkien projette quelques notes sur la suite de l’histoire, selon lesquelles Glorfindel doit parler au Conseil d’Elrond de son passé à Gondolin, mais pris de doutes, il commença à réécrire l’histoire depuis le début.
Les scènes dévolues à Glorfindel dans la réécriture des chapitres sont très semblables à celles de la première version, mais le texte se rapproche toujours davantage de la version définitive de La Communauté de l’anneau. Ainsi, Frodon voit désormais l’Elfe comme une figure brillante, et l’explication ultérieure de Gandalf qu’il a vu Glorfindel tel qu’il était en Valinor apparaît. Dans les premières idées pour le Conseil d’Elrond, Tolkien envisage la possibilité que Glorfindel fasse partie de La Fraternité de l'Anneau, mais l’écarte après avoir écrit la première version du chapitre, choisissant finalement Legolas. Il révise de nouveau le Livre I fin 1939, modifiant les paroles que Glorfindel adresse à Trotter quand il le rencontre, puisque désormais, Gandalf n’est pas arrivé à Fendeval avant le départ de l’Elfe, comme cela reste le cas dans la version définitive.

### Identité
Après avoir décidé en 1938 qu’il doit réécrire son roman depuis le début, J. R. R. Tolkien met de côté le passé de Glorfindel et ne lève pas le doute concernant l’identité entre l’Elfe de Gondolin et celui de Fendeval. En 1972, un an avant sa mort, il revient sur l’identité de Glorfindel et écrit un essai dans lequel il identifie les deux personnages comme un seul et même individu. Tolkien écarte la possibilité qu’ils soient deux personnages distincts, puisque dans Le Seigneur des Anneaux il n’a utilisé aucun autre nom elfique important des histoires du Silmarillion et il estime que la répétition d’un nom « aussi frappant » que Glorfindel ne peut être crédible.
Afin de réunir les deux personnages, Tolkien ajoute dans l’essai une explication sur ce qui arrive à l’esprit, ou fëa comme il le nomme dans son Legendarium, des Elfes après leur mort : les Elfes ont beau être immortels, ils peuvent mourir de blessures graves et, quand cela arrive, leur esprit se rend dans les Cavernes de Mandos et y reste jusqu’à ce que les Valar le restaurent, si le fëa le désire. Après cette explication, l’essai explique ce qui est arrivé à l’esprit de Glorfindel : étant un des Ñoldor exilés, l’Interdit des Valar l’empêche de retourner en Valinor réincarné dans un corps ; cependant, étant donné que Glorfindel a abandonné Valinor par fidélité envers Turgon, et parce qu’il est « d’esprit noble et généreux », qu’il a donné sa vie pour que les survivants de Gondolin s’échappent, Manwë décide de restaurer son esprit après qu’il s’est purgé de toute sa culpabilité dans la rébellion des Ñoldor.
Tolkien ajoute que le fait que les deux personnages n’en fassent qu’un explique ce qu’il dit dans Le Seigneur des anneaux concernant « l’aura de pouvoir et de sainteté qui l’entoure » : après sa réincarnation, Glorfindel vit avec les Vanyar et les Maiar en Valinor, et son pouvoir est devenu presque comparable à ceux de ces derniers grâce à son sacrifice. Tolkien semble avoir hésité entre deux versions du retour de Glorfindel en Terre du Milieu. Les deux coïncident sur le fait que Glorfindel s’est lié d’amitié avec Olórin (connu sous le nom de Gandalf) pendant son séjour en Valinor, mais selon la première, le retour de l’Elfe sur la Terre du Milieu a lieu en l’an 1000 du Troisième Âge, en même temps que les Istari, alors que la seconde le situe plus tôt, au milieu du Second Âge, cette fois seul et afin de renforcer l’alliance entre Gil-galad et Elrond contre Sauron.

## Adaptations

### Films
Glorfindel n’apparaît dans aucune des adaptations cinématographiques du Seigneur des anneaux. Dans le dessin animé de 1978, réalisé par Ralph Bakshi, le rôle de Glorfindel dans l’intrigue est occupé par Legolas, tandis que dans la Communauté de l’anneau de Peter Jackson, il est remplacé par Arwen. Jackson affirme que la disparition de Glorfindel est l’un des changements les plus brusques qu’ils réalisèrent dans le scénario de La Communauté de l’Anneau, mais, malgré les critiques, il le considère comme acceptable, étant donné le grand nombre de personnages qui apparaissent dans le film : il ne voit pas l’intérêt d’en introduire un de plus pour seulement quelques minutes dans une scène.
Le jeu de cartes à collectionner de Decipher basé sur la trilogie de Jackson inclut une carte Glorfindel, qui est interprété par Jarl Benzon. Cet acteur donne vie à plusieurs Elfes dans les films, et, parmi eux, à un qui apparaît notamment avec les Elfes de Fondcombe lors du couronnement du roi Elessar dans Le Retour du Roi, le dernier film de la trilogie, et qui est représenté de la même façon que sur la carte de Glorfindel.

### Jeux vidéo
Dans le jeu vidéo Le Seigneur des Anneaux : la Bataille pour la Terre du milieu II, Glorfindel est un des protagonistes, avec le nain Glóin, de la campagne du bien. Le dessin conceptuel de Glorfindel fut réalisé par l’artiste Warren Fu, en se basant sur les descriptions qui apparaissent dans les romans, bien que ses cheveux soient blancs alors que Tolkien indique clairement qu’ils sont blonds. Pour dessiner l’armure, Fu s’inspira de celles portées par les Elfes de la Dernière Alliance dans le prologue de La Communauté de l’Anneau réalisé par Peter Jackson, mais il choisit une gamme de couleurs argentées, grises et blanches,. Jason Carter prêta sa voix au personnage dans la version originale du jeu vidéo en anglais.
La campagne du bien commence aux alentours de Fondcombe, où Glorfindel et un groupe de soldats elfes de Lothlórien doivent mettre en déroute les troupes de gobelins pour atteindre les murailles et avertir Elrond de l’arrivée prochaine de plus d’ennemis ; la mission se termine avec la destruction du campement gobelin. Les missions suivantes auxquelles Glorfindel participe se déroulent dans la Passe d’Imladris,, dans les Landes d’Etten, dans les Montagnes Bleues, et aux Havres Gris. Il n’apparaît pas dans la mission de la rivière Celduin, mais bien dans la défense d’Erebor,, et dans l’attaque de Dol Guldur,. De plus il apparaît dans différentes missions de campagne du mal comme l’un des héros ennemis, et, comme il acquiert de l’expérience dans le combat, il peut apprendre d’autres capacités plus puissantes.
Dans le MMORPG Le Seigneur des Anneaux Online, Glorfindel est un personnage important dans les quêtes épiques du jeu. Il est situé à côté de la Dernière Maison Simple à Fondcombe.
Glorfindel apparaît aussi dans le jeu vidéo La Communauté de l'anneau en tant que personnage non-joueur, lors de la traversée de la Bruinen. Il est également présent dans Lord of the Rings: Journey to Rivendell (en), un jeu pour la console Atari 2600.

### Autres
Dans l’adaptation radiophonique du Seigneur des anneaux de la BBC en 1981, Glorfindel est interprété par John Webb.
Dans la comédie musicale du Seigneur des anneaux, Glorfindel est féminin et joué par Alma Ferovic.
Games Workshop a édité trois figurines à l’image de Glorfindel pour son jeu Le Seigneur des anneaux ; la première en tenue elfique classique et montée sur Asfaloth (représentant Glorfindel au Tiers Âge lors de sa rencontre avec Frodon), la seconde en armure elfique lourde à pied, le représentant lors des événements de Dol Guldur vers 2900 du Tiers Âge. La dernière en armure à pied et monté sur Asfaloth.
Le sculpteur de Prince August, Chris Tubb, a également créé trois figurines de Glorfindel à cheval dans la série Mithril.
Glorfindel a inspiré plusieurs illustrateurs, dont Jenny Dolfen, Anke Katrin Eißmann ou John Howe.